# Johnny Weissmuller
Johnny Weissmuller, nascido János Weißmüller (Timișoara, 2 de junho de 1904 — Acapulco, México, 20 de janeiro de 1984) foi um atleta e ator estadunidense, famoso por interpretar Tarzan, o personagem de ficção criado pelo escritor estadunidense Edgar Rice Burroughs.

## Biografia
Nascido no Banato, mais precisamente na localidade de Freidorf, hoje um bairro da cidade de Timișoara na Romênia (à época parte do Império Austro-Húngaro), Weissmuller era filho de uma família de origem alemã. Sua família emigrou para os Estados Unidos quando Johnny tinha apenas sete meses de idade.
Antes de entrar para o cinema, Weissmuller teve uma carreira excepcional como desportista, tendo conquistado cinco medalhas de ouro nos Jogos Olímpicos de 1924 e 1928. Ele estabeleceu 67 recordes mundiais de natação e ganhou 52 campeonatos nacionais, sendo considerado um dos melhores nadadores de todos os tempos.

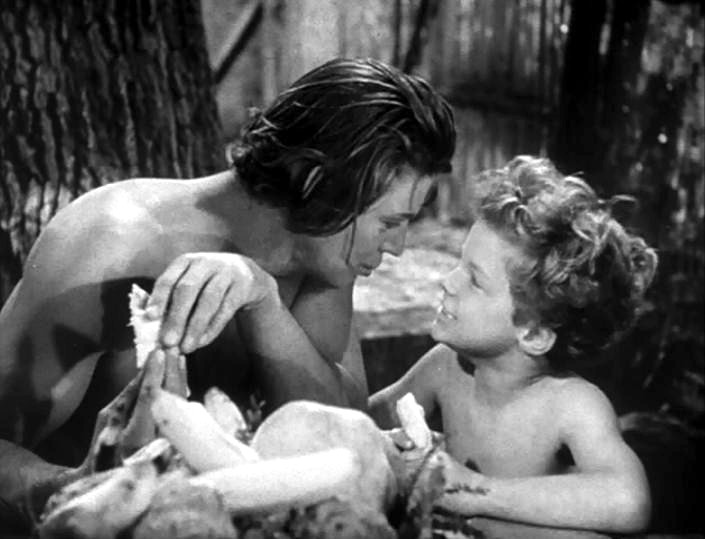
Em 1939, no filme Tarzan Finds a Son!

Em 1934 imortalizou no cinema a famosa personagem Tarzan. O cinema transformou Tarzan, já conhecido através dos romances de Edgar Rice Burroughs, em mito universal e Weissmuller fez doze filmes como o homem macaco, celebrizando o famoso e estilizado grito da personagem.
Depois de Tarzan, ele interpretou com sucesso a personagem Jim das Selvas na série do mesmo nome, feita para a Columbia entre 1948 e 1955. Foram dezesseis filmes ao todo, com duração média de setenta minutos cada. Em 1955, a série transferiu-se para a TV, tendo sido feitos vinte e seis episódios de meia hora cada. Já envelhecido e obeso, Weissmuller tentava dar vida a uma personagem atlética e aventureira, calcada na legendária figura de Tarzan. Esse final melancólico marcou sua despedida das câmaras, tendo retornado apenas em pequenos papéis em dois filmes na década de 1970.
No final dos anos 1950, Weissmuller mudou-se para Chicago, onde fundou uma empresa de piscinas. Seguiram-se outros empreendimentos, a maioria envolvendo Tarzan ou a natação de uma forma ou de outra, mas sem grandes resultados. Aposentou-se em 1965 e no ano seguinte juntou-se aos ex-Tarzans Jock Mahoney e James Pierce para a campanha publicitária de lançamento da série de TV Tarzan, estrelada por Ron Ely. Em 1967 sua imagem foi imortalizada na capa do LP Sgt. Pepper's Lonely Hearts Club Band, dos Beatles.
Morreu vítima de um edema pulmonar em Acapulco, no México, onde vivia com a sexta esposa havia sete anos para se recuperar de uma trombose. Encontra-se sepultado no Panteão Vale da Luz, Acapulco no México.

## Filmografia
Os títulos em português referem-se a exibições no Brasil.

### Cinema
- A Glorificação da Beleza (Glorifying the American Girl, 1929); musical; Weissmuller aparece em um dos segmentos
- Big Splash, 1931; curta-metragem sobre natação
- Water Bugs, 1931; idem
- Swim or Sink, 1931; idem
- The Human Fish, 1932; idem
- Tarzan, O Filho das Selvas (Tarzan, the Ape Man, 1932); série Tarzan na MGM
- A Companheira de Tarzan (Tarzan and His Mate, 1934); idem
- A Fuga de Tarzan (Tarzan Escapes, 1936); idem
- O Filho de Tarzan (Tarzan Finds a Son!, 1939); idem
- O Tesouro de Tarzan (Tarzan's Secret Treasure, 1941); idem
- Tarzan Contra o Mundo (Tarzan's New York Adventure, 1942); idem
- Tarzan, O Vingador (Tarzan Triumphs, 1943); série Tarzan na RKO
- Tarzan e o Terror do Deserto (Tarzan's Desert Mystery, 1943); idem
- Tarzan e as Amazonas (Tarzan and the Amazons, 1945); idem
- Tarzan e a Mulher Leopardo (Tarzan and the Leopard Woman, 1946); idem
- Tarzan e a Caçadora (Tarzan and the Huntress, 1947); idem
- Tarzan e as Sereias (Tarzan and the Mermaids, 1948); idem
- Jim das Selvas (Jungle Jim, 1948); série Jim das Selvas na Columbia
- A Tribo Perdida (The Lost Tribe, 1949); idem
- A Lagoa dos Mortos (Captive Girl, 1950); idem
- A Marca do Gorila (Mark of the Gorilla, 1950); idem
- A Ilha dos Pigmeus (Pygmy Island, 1950); idem
- Fúria no Congo (Fury of the Congo, 1951); idem
- Cacique Branco (Jungle Manhunt, 1951); idem
- Terra Proibida (Jungle Jim in the Forbidden Land, 1952); idem
- O Tigre Sagrado (Voodoo Tiger, 1952); idem
- Tulonga, A Ilha Condenada (Savage Mutiny, 1953); idem
- Vale dos Canibais (Valley of the Headhunters, 1953); idem
- O Gorila Assassino (Killer Ape, 1953); idem
- Caçadores de Cabeças (Jungle Man-Eaters, 1954); idem
- O Homem-Crocodilo (Cannibal Attack, 1954); idem
- Deusa da Lua (Jungle Moon Men, 1955); idem
- A Deusa Pagã (Devil Goddess, 1955); idem
- Conjunto de Espiões (The Phynx, 1970); pequeno papel, interpretando a si mesmo
- Won Ton Ton, O Cão Que Salvou Hollywood (Won Ton Ton, The Dog Who Saved Hollywood, 1976); idem, operário de um cinema

### Televisão
- Série Jim das Selvas, vinte e seis episódios, rede NBC, 1955